# Vanzosaura
Vanzosaura — рід ящірок родини гімнофтальмових (Gymnophthalmidae). Представники цього роду мешкають в Південній Америці.

## Види
Рід Vanzosaura нараховує 3 види:
- Vanzosaura multiscutata (Amaral, 1933)
- Vanzosaura rubricauda (Boulenger, 1902)
- Vanzosaura savanicola Recoder, Werneck, Teixeira Jr, Colli, Sites, & Rodrigues, 2014

## Етимологія
Рід Vanzosaura названий на честь бразильського герпетолога Пауло Ванзоліні.